# Munstergeleen

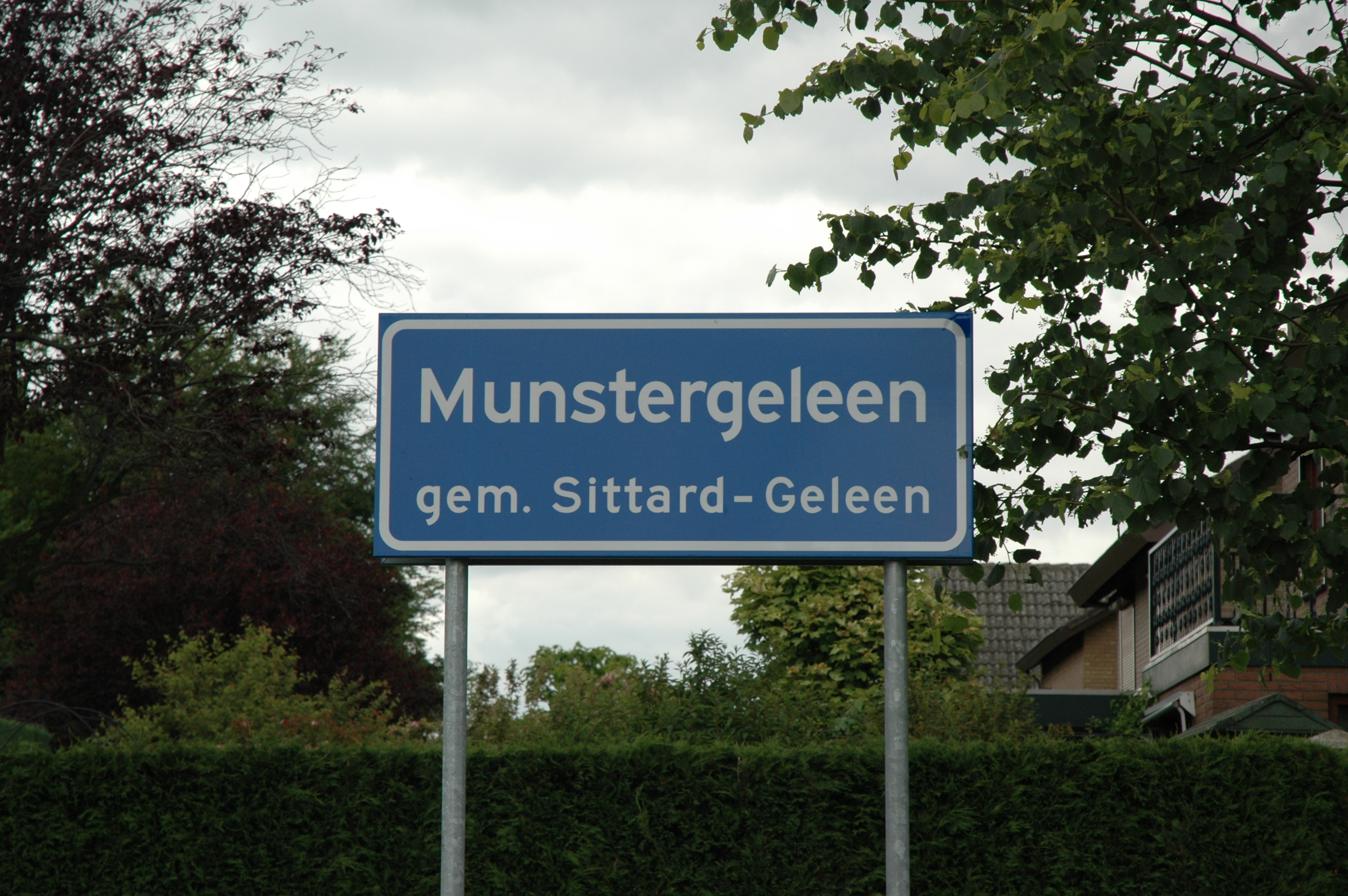
Señalización del topónimo Munstergeleen

Munstergeleen es una población en la provincia de Limburgo de los Países Bajos. Está localizada en el municipio de Sittard-Geleen y se sitúa en la región Occidental de Mine (Westelijke Mijnstreek en idioma neerlandés).
- Datos: Q769641
- Multimedia: Munstergeleen / Q769641